# Eudemonism
Eudaimonism eller eudemonism (av gr. eudaimon, "med en god ande", jämför eudaimonia) är en filosofisk inriktning som anser att lyckan är det högsta goda.
Eudaimonism kan innebära ett par olika filosofiska teorier. Å ena sidan kan det syfta på en teleologisk teori om att det etiskt goda beror på de handlingar som leder till lycka (se utilitarism). Å andra sidan kan det också innebära att det högsta icke-etiska goda är lycksalighet, vilket kan förenas med både en teleologisk såväl som en deontologisk etik. De som beskriver sig som eudaimonister är ofta anhängare av båda teorierna. 
Man skiljer också mellan hedonistisk, aretologisk, ontologisk och voluntaristisk eudaimonism, som representerar olika syn på lyckan eller lycksaligheten. Hedonistisk eudaimonism ser lycka som den obrutna lusten, och aretologisk eudaimonism ser lyckan i arete (gr. "dygd"); ett dygdigt liv (se Sokrates, Platon, Aristoteles och stoicismen, jämför dygdetik). Ontologisk eudaimonism ser lyckan som uppfyllandet av alla behov genom att reducera alla "tingsbehov" (se Augustinus och Thomas av Aquino), och voluntaristisk eudaimonism, slutligen, ser lyckan som uppfyllnaden av den mänskliga viljan (lat. voluntas, jämför preferentialism).